# 벤조(c)신놀린
벤조[c]신놀린(영어: benzo[c]cinnoline)은 화학식이 C12H8N2인 삼환식 유기 화합물이다. 공식적으로 벤조[c]신놀린은 2,2'-다이아미노바이페닐의 산화적 탈수소화에 의해 유도된다. 벤조[c]신놀린은 철 카보닐과 반응하여 C12H8N2Fe2(CO)6을 형성한다.

## 같이 보기
- 신놀린